# Pseudicius mirus
Pseudicius mirus är en spindelart som beskrevs av Wesolowska, van Harten 2002. Pseudicius mirus ingår i släktet Pseudicius och familjen hoppspindlar. Inga underarter finns listade i Catalogue of Life.